# Corrado Hohenstaufen
Corrado Hohenstaufen (1135 circa – 8 novembre 1195) è stato il primo conte ereditario palatino del Reno.

## Origine
Era figlio del duca di Svevia, Federico II (1090-1147) del casato degli Staufer (Hohenstaufen), e della seconda moglie, Agnese di Saarbrücken. Era quindi fratellastro dell'imperatore, Federico Barbarossa.

## Biografia
Nel 1147, alla morte del padre, mentre il ducato di Svevia andava al fratellastro, Federico Barbarossa, Corrado ereditò i possedimenti paterni in Franconia; possedimenti che, per la maggior parte, erano quelli che sua madre Agnese aveva portato in dote al momento del matrimonio con Federico II. 
Nel 1156, dopo la morte del conte palatino del Reno, Federico Barbarossa elevò a quella carica il proprio fratellastro Corrado, concedendogli la possibilità di renderlo ereditario. Inoltre lo fece anche responsabile dell'abbazia di Schönau.
Nel 1160 sposò, Irmengarda di Henneberg (?-ca. 1197), figlia del conte Bertoldo I di Henneberg, burgravio di Würzburg. A seguito di questo matrimonio Corrado divenne responsabile dell'abbazia di Lorsch.
Tutti i figli maschi gli premorirono, quindi la sua eredità passò all'unica figlia, Agnese, ed al marito di lei, Enrico di Brunswick, figlio di Enrico il Leone. I loro eredi, che poi diventarono i Wittelsbach, furono i conti palatini (grandi elettori).
Quando morì, Corrado fu sepolto nell'abbazia di Schönau, dove furono sepolte anche le sue mogli ed i suoi figli.

## Discendenza
Da Irmengarda di Henneberg, ebbe tre figli:
- Federico († 3 settembre 1189);
- Corrado († probabilmente nel 1186);
- Agnese († 9 maggio 1204), che sposò nel 1193 Enrico di Brunswick († 28 aprile 1227), figlio di Enrico il Leone, conte palatino del Reno dal 1195 al 1212; fu tumulata a St. Marien in Stade;
- Goffredo di Staufen (vedi sotto).

## Falsa moglie
Secondo un ormai confutato studio dello storico, Hansmartin Decker-Hauff, Corrado si sposò una prima volta con una donna il cui nome ci è sconosciuto, probabilmente figlia del conte Goffredo I di Sponheim, che morì tra il 1159 ed il 1160. Da questa unione mai avvenuta, Corrado ebbe un solo figlio:
- Goffredo di Staufen († probabilmente tra il 1187 ed il 1188) ⚭ Agnese, che si sposò una seconda volta nel 1188.
  - Federico di Hohenstaufen;
  - Agnese († prima del 10 marzo 1232) ⚭ Rodolfo II d'Asburgo.

Goffredo sarebbe quindi da attribuire ad Irmingarda.

## Ascendenza
|                         |                         |                        | Genitori            |  |  | Nonni |  |  | Bisnonni          |  |  | Trisnonni |  |
|                         |                         |                        |                     |  |  |       |  |  | Federico di Büren |  |  | …         |  |
|                         |                         |                        |                     |  |  |       |  |  | Federico di Büren |  |  | …         |  |
|                         |                         | …                      |                     |  |  |       |  |  | Federico di Büren |  |  |           |  |
| Federico I di Svevia    |                         |                        |                     |  |  |       |  |  | Federico di Büren |  |  |           |  |
|                         |                         | Ildegarda di Egisheim  | Ottone II di Svevia |  |  |       |  |  |                   |  |  |           |  |
|                         |                         | Ildegarda di Egisheim  | Ottone II di Svevia |  |  |       |  |  |                   |  |  |           |  |
|                         |                         | Ildegarda di Egisheim  | Matilde di Egisheim |  |  |       |  |  |                   |  |  |           |  |
| Federico di Svevia      |                         | Ildegarda di Egisheim  |                     |  |  |       |  |  |                   |  |  |           |  |
|                         |                         | Enrico IV di Franconia | Enrico III il Nero  |  |  |       |  |  |                   |  |  |           |  |
|                         |                         | Enrico IV di Franconia | Enrico III il Nero  |  |  |       |  |  |                   |  |  |           |  |
|                         |                         | Enrico IV di Franconia | Agnese di Poitou    |  |  |       |  |  |                   |  |  |           |  |
| Agnese di Waiblingen    |                         | Enrico IV di Franconia |                     |  |  |       |  |  |                   |  |  |           |  |
|                         |                         | Berta di Savoia        | Oddone di Savoia    |  |  |       |  |  |                   |  |  |           |  |
|                         |                         | Berta di Savoia        | Oddone di Savoia    |  |  |       |  |  |                   |  |  |           |  |
|                         |                         | Berta di Savoia        | Adelaide di Susa    |  |  |       |  |  |                   |  |  |           |  |
| Corrado di Hohenstaufen |                         | Berta di Savoia        |                     |  |  |       |  |  |                   |  |  |           |  |
|                         | Siegbert di Saarbrücken | …                      |                     |  |  |       |  |  |                   |  |  |           |  |
|                         | Siegbert di Saarbrücken | …                      |                     |  |  |       |  |  |                   |  |  |           |  |
|                         | Siegbert di Saarbrücken | …                      |                     |  |  |       |  |  |                   |  |  |           |  |
| Federico di Saarbrücken | Siegbert di Saarbrücken |                        |                     |  |  |       |  |  |                   |  |  |           |  |
|                         |                         | …                      | …                   |  |  |       |  |  |                   |  |  |           |  |
|                         |                         | …                      | …                   |  |  |       |  |  |                   |  |  |           |  |
|                         |                         | …                      | …                   |  |  |       |  |  |                   |  |  |           |  |
| Agnese di Saarbrücken   |                         | …                      |                     |  |  |       |  |  |                   |  |  |           |  |
|                         |                         | …                      | …                   |  |  |       |  |  |                   |  |  |           |  |
|                         |                         | …                      | …                   |  |  |       |  |  |                   |  |  |           |  |
|                         |                         | …                      | …                   |  |  |       |  |  |                   |  |  |           |  |
| Gisela di Lorena        |                         | …                      |                     |  |  |       |  |  |                   |  |  |           |  |
|                         |                         | …                      | …                   |  |  |       |  |  |                   |  |  |           |  |
|                         |                         | …                      | …                   |  |  |       |  |  |                   |  |  |           |  |
|                         |                         | …                      | …                   |  |  |       |  |  |                   |  |  |           |  |
|                         |                         | …                      |                     |  |  |       |  |  |                   |  |  |           |  |